# Gonçalo Velho Cabral

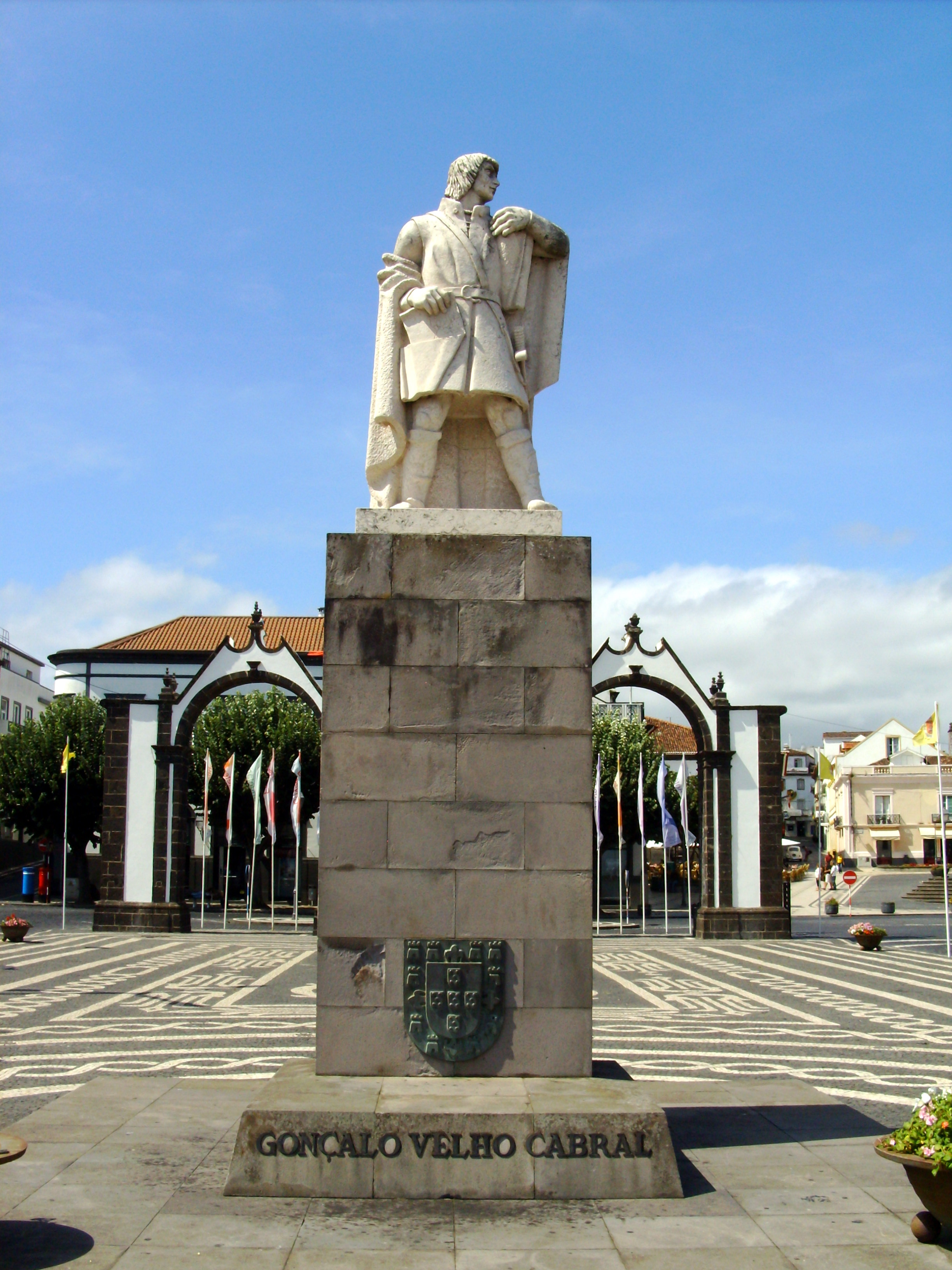
Estatua de Gonçalo Velho Cabral en Ponta Delgada.

Gonçalo Velho Cabral (siglo XV) fue un navegante portugués de la Era de los Descubrimientos, caballero de la Orden de Cristo y comendador de Almorol. Además de íntimo colaborador de Enrique el Navegante, fue el primer capitán donatario de las islas azorianas de Santa María y San Miguel, que había descubierto.

## Biografía

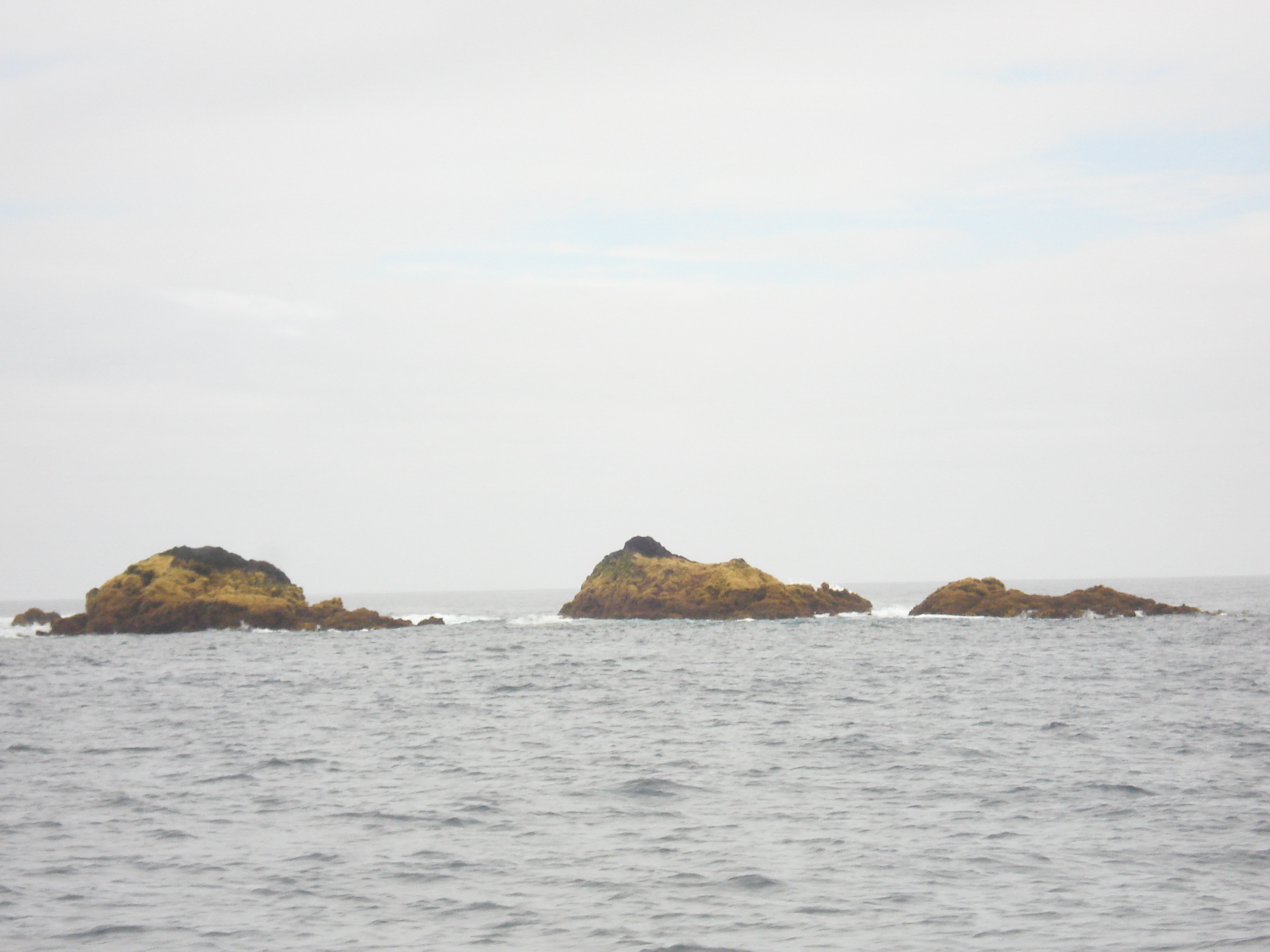
Islotes de las hormigas, que Gonçalo Velho Cabral descubrió en 1431.

A las órdenes de Enrique el Navegante descubrió los islotes de las Hormigas (en portugués, Ilhéus das Formigas) en 1431, en un primer viaje destinado a localizar las islas avistadas por el piloto portugués Diogo de Silves, en 1427. Posteriormente desembarcó en la isla de Santa María y en la isla de San Miguel (ambas en el archipiélago de las islas Azores), en 1432.
En 1432, introdujo ganado en las islas de las que fue el primer capitán donatario, aunque el poblamiento sistemático de las islas con colonos no empezó hasta unos años más tarde: primero Santa María, en 1439, y después, San Miguel, en 1444. Durante este período promovió quemadas y donó grandes asignaciones a parientes y servidores fieles .
El 3 de abril de 1443 el rey Alfonso V de Portugal, a petición del Infante, le otorgó el privilegio, por cinco años, como Comendador  de las islas Azores y de sus habitantes, eximiéndoles del pago de diezmos y peajes de todas las cosas que llevaran de esas islas para el reino.
El padre Gaspar Frutuoso, cronista de la isla de San Miguel de la segunda mitad del siglo XVI, atribuyó el descubrimiento de las siete islas de las Azores (o sea, las islas de los grupos Oriental y Central), a Gonçalo Velho Cabral. Actualmente, la moderna historiografía  considera que si descubrió alguna isla del archipiélago fue solo en el grupo Oriental.